# Claude Barras

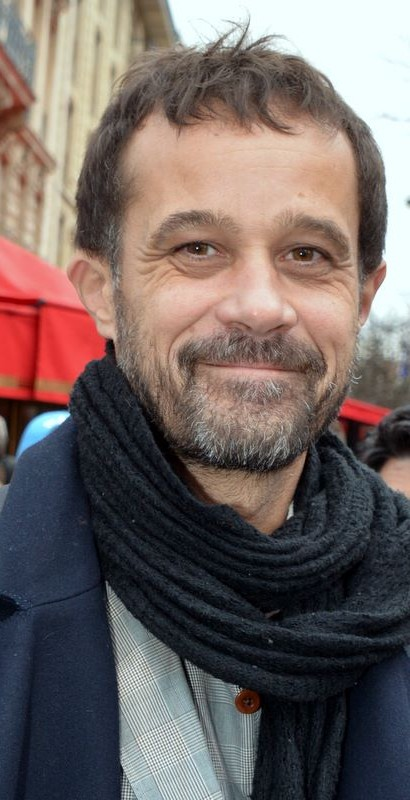
Claude Barras no almoço dos indicados ao César do Cinema

Claude Barras é um produtor cinematográfico e cineasta suíço. Como reconhecimento, foi nomeado ao Oscar 2017 na categoria de Melhor Filme de Animação por Ma vie de Courgette.